# Blue lights
Blue lights is een elpee van Pussycat uit 1981. Deze vijfde elpee van de groep werd geproduceerd en gearrangeerd door Pim Koopman. Alle tien nummers werden geschreven door Werner Theunissen. Drie nummers van het album werden uitgebracht op de A-kant van een single.

## Hitnoteringen
De elpee stond vijftien weken in de Nederlandse Album Top 100. De noteringen waren als volgt.
| Blue lights in de Album Top 100 van 06-06-1981 t/m 12-09-1981 | Blue lights in de Album Top 100 van 06-06-1981 t/m 12-09-1981 | Blue lights in de Album Top 100 van 06-06-1981 t/m 12-09-1981 | Blue lights in de Album Top 100 van 06-06-1981 t/m 12-09-1981 | Blue lights in de Album Top 100 van 06-06-1981 t/m 12-09-1981 | Blue lights in de Album Top 100 van 06-06-1981 t/m 12-09-1981 | Blue lights in de Album Top 100 van 06-06-1981 t/m 12-09-1981 | Blue lights in de Album Top 100 van 06-06-1981 t/m 12-09-1981 | Blue lights in de Album Top 100 van 06-06-1981 t/m 12-09-1981 | Blue lights in de Album Top 100 van 06-06-1981 t/m 12-09-1981 | Blue lights in de Album Top 100 van 06-06-1981 t/m 12-09-1981 | Blue lights in de Album Top 100 van 06-06-1981 t/m 12-09-1981 | Blue lights in de Album Top 100 van 06-06-1981 t/m 12-09-1981 | Blue lights in de Album Top 100 van 06-06-1981 t/m 12-09-1981 | Blue lights in de Album Top 100 van 06-06-1981 t/m 12-09-1981 | Blue lights in de Album Top 100 van 06-06-1981 t/m 12-09-1981 | Blue lights in de Album Top 100 van 06-06-1981 t/m 12-09-1981 |
| Week                                                          | 1                                                             | 2                                                             | 3                                                             | 4                                                             | 5                                                             | 6                                                             | 7                                                             | 8                                                             | 9                                                             | 10                                                            | 11                                                            | 12                                                            | 13                                                            | 14                                                            | 15                                                            |                                                               |
| ------------------------------------------------------------- | ------------------------------------------------------------- | ------------------------------------------------------------- | ------------------------------------------------------------- | ------------------------------------------------------------- | ------------------------------------------------------------- | ------------------------------------------------------------- | ------------------------------------------------------------- | ------------------------------------------------------------- | ------------------------------------------------------------- | ------------------------------------------------------------- | ------------------------------------------------------------- | ------------------------------------------------------------- | ------------------------------------------------------------- | ------------------------------------------------------------- | ------------------------------------------------------------- | ------------------------------------------------------------- |
| Positie                                                       | 21                                                            | 13                                                            | 24                                                            | 10                                                            | 18                                                            | 22                                                            | 27                                                            | 34                                                            | 33                                                            | 17                                                            | 26                                                            | 25                                                            | 31                                                            | 35                                                            | 46                                                            | uit                                                           |

## Nummers
| Nummer | Naam                       | Geschreven door   | Duur |
| ------ | -------------------------- | ----------------- | ---- |
| A1     | Rio                        | Werner Theunissen | 4:17 |
| A2     | Blue lights in my eyes     | Werner Theunissen | 4:10 |
| A3     | Then the music stopped     | Werner Theunissen | 4:46 |
| A4     | Rain                       | Werner Theunissen | 4:40 |
| B1     | Cha cha me baby            | Werner Theunissen | 5:00 |
| B2     | Who's gonna love you       | Werner Theunissen | 2:42 |
| B3     | Une chambre pour la nuit   | Werner Theunissen | 3:17 |
| B4     | Teenage queenie            | Werner Theunissen | 3:30 |
| B5     | I don't wanna rock 'n roll | Werner Theunissen | 3:31 |